# Anthology (Steve Miller Band)
Anthology è un doppio album raccolta della Steve Miller Band, pubblicato dalla Capitol Records nel 1972. Il disco raccoglie alcuni brani degli album pubblicati tra il 1968 ed il 1972.

## Tracce
Lato A
1. I Love You – 2:49 (Steve Miller) – Tratto dall'album Number 5 (1970)
2. Going to the Country – 3:43 (Steve Miller, Ben Sidran) – Tratto dall'album Number 5 (1970)
3. Baby's House – 8:55 (Steve Miller, Nicky Hopkins) – Tratto dall'album Your Saving Grace (1969)
4. Kow Kow Calqulator – 4:28 (Steve Miller) – Tratto dall'album Brave New World (1969)

Lato B
1. Your Saving Grace – 4:55 (Tim Davis) – Tratto dall'album Your Saving Grace (1969)
2. Going to Mexico – 2:23 (Boz Scaggs, Steve Miller) – Tratto dall'album Number 5 (1970)
3. Space Cowboy – 4:55 (Ben Sidran, Steve Miller) – Tratto dall'album Brave New World (1969)
4. Living in the U.S.A. – 4:03 (Steve Miller) – Tratto dall'album Sailor (1968)

Lato C
1. Journey from Eden – 6:45 (Steve Miller) – Tratto dall'album Recall the Beginning...A Journey from Eden (1972)
2. Seasons – 3:50 (Ben Sidran, Steve Miller) – Tratto dall'album Brave New World (1969)
3. Motherless Children – 5:52 (Brano tradizionale, arrangiamento Steve Miller Band) – Tratto dall'album Your Saving Grace (1969)
4. Never Kill Another Man – 2:48 (Steve Miller) – Tratto dall'album Number 5 (1970)

Lato D
1. Don't Let Nobody Turn You Around – 2:27 (Steve Miller) – Tratto dall'album Your Saving Grace (1969)
2. Little Girl – 3:20 (Steve Miller) – Tratto dall'album Your Saving Grace (1969)
3. Celebration – 2:33 (Ben Sidran, Steve Miller) – Tratto dall'album Brave New World (1969)
4. My Dark Hour – 3:07 (Steve Miller) – Tratto dall'album Brave New World (1969)

## Musicisti
I Love You
- Steve Miller - voce, chitarra a dodici corde, chitarra solista
- Charlie McCoy - armonica
- Bob Winkelman - basso

Going to the Country
- Steve Miller - voce, chitarra a dodici corde, chitarra solista
- Charlie McCoy - armonica
- Buddy Spicher - fiddle
- Bob Winkelman - basso
- Tim Davis - batteria

Baby's House
- Steve Miller - voce, chitarra a dodici corde
- Nicky Hopkins - pianoforte, organo
- Lonnie Turner - basso

Kow Kow Calqulator
- Steve Miller - voce, chitarra
- Nicky Hopkins - tastiere
- Lonnie Turner - basso
- Tim Davis - batteria

Your Saving Grace
- Steve Miller - accompagnamento vocale, coro
- James Curley Cook - chitarra
- Nicky Hopkins - tastiere
- Tim Davis - voce, batteria, percussioni
- Lonnie Turner - basso
- Glyn Johns - accompagnamento vocale, coro
- Tim Davis - accompagnamento vocale, coro

Going to Mexico
- Steve Miller - chitarra solista, basso, voce
- James Curley Cook - chitarra ritmica
- Lee Michaels - organo
- Tim Davis - batteria

Space Cowboy
- Steve Miller - voce, chitarra solista
- Ben Sidran - tastiere
- Lonnie Turner - basso
- Tim Davis - batteria

Living in the U.S.A.
- Steve Miller - voce, chitarra solista
- Boz Scaggs - chitarra
- James Peterman - organo
- Lonnie Turner - basso
- Tim Davis - batteria
- Boz Scaggs - accompagnamento vocale, coro
- James Peterman - accompagnamento vocale, coro
- Tim Davis - accompagnamento vocale, coro

Jouney from Eden
- Steve Miller - voce, chitarra a dodici corde, chitarra solista
- Richard Thompson - tastiere
- Gerald Johnson - basso
- Gary Mallaber - batteria
- Nick DeCaro - arrangiamenti strumenti a corda

Seasons
- Steve Miller - voce, chitarra a dodici corde, chitarra elettrica
- Lonnie Turner - basso
- Tim Davis - batteria, accompagnamento vocale, coro

Motherless Children
- Steve Miller - voce, chitarra a dodici corde, chitarra solista
- Lonnie Turner - basso
- Tim Davis - batteria
- Steve Miller - arrangiamenti

Never Kill Another Man
- Steve Miller - voce, chitarra a dodici corde
- Nicky Hopkins - pianoforte
- Buddy Spicher - violino
- Lonnie Turner - basso
- Tim Davis - batteria, percussioni

Don't Let Nobody Turn You Around
- Steve Miller - voce, chitarra solista
- Lonnie Turner - basso
- Tim Davis - batteria
- Glyn Johns - accompagnamento vocale, coro
- Tim Davis - accompagnamento vocale, coro

Little Girl
- Steve Miller - voce, chitarra solista, chitarra ritmica, basso
- Tim Davis - batteria

Celebration
- Steve Miller - voce, chitarra
- Lonnie Turner - basso
- Tim Davis - batteria

My Dark Hour
- Steve Miller - voce solista, chitarra
- Paul McCartney - basso, batteria, accompagnamento vocale, coro